# Scutascirus pentascutellus
Scutascirus pentascutellus är en spindeldjursart som beskrevs av Corpuz-Raros och Rufino C. Garcia 1996. Scutascirus pentascutellus ingår i släktet Scutascirus och familjen Cunaxidae. Inga underarter finns listade i Catalogue of Life.